# London Paddington pályaudvar
A London Paddington egy vasúti pályaudvar London belvárosában, melyet többnyire a Great Western Railway szerelvényei használnak. Ide érkeznek a Heathrow Connect és Heathrow Express vonatok is a London-Heathrow-i repülőtérről.

## Története

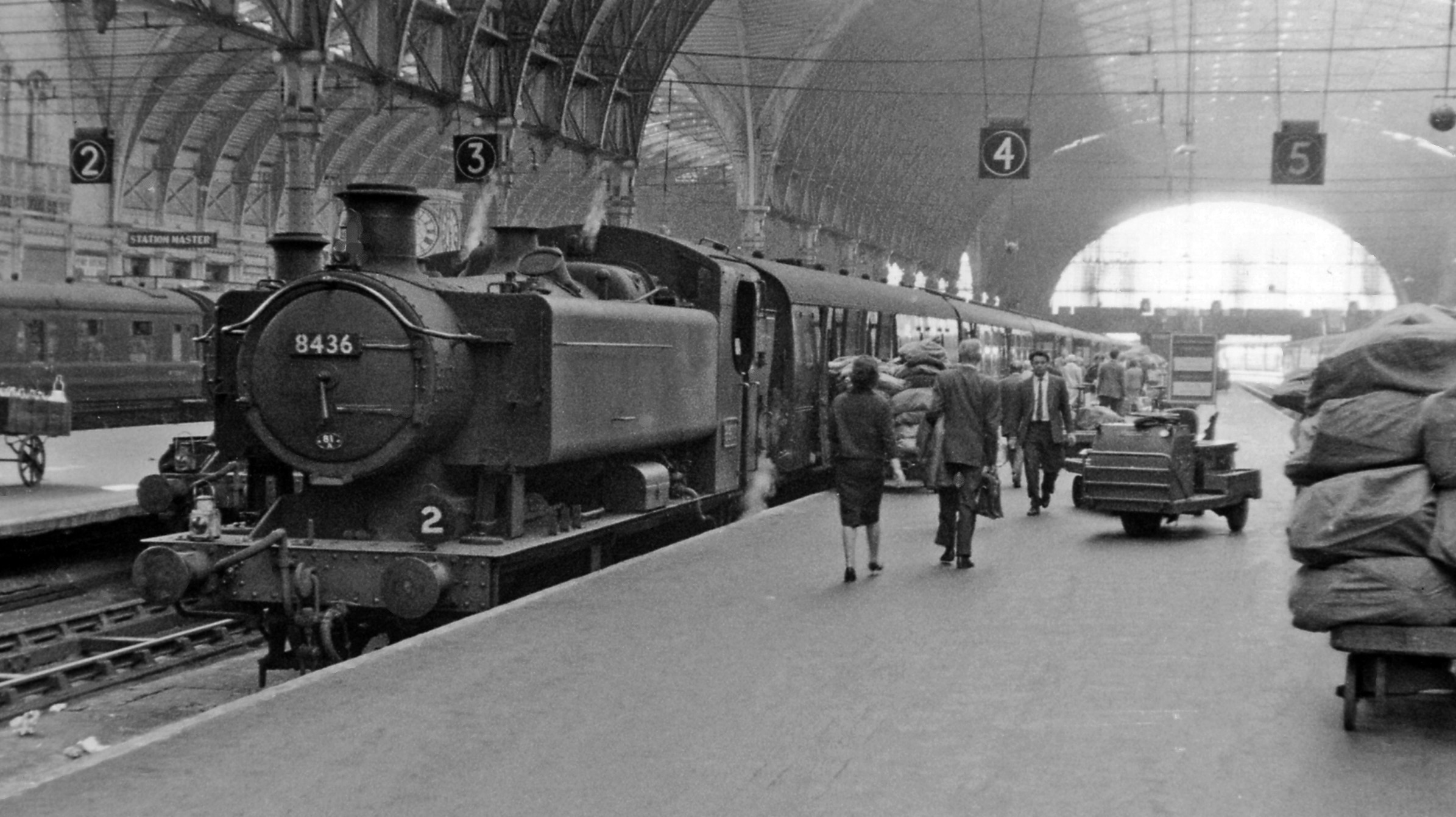
Az állomás 1962-ben

Paddingtont 1838. június 4-én adták át ideiglenes állomásként, majd 1854. május 29-én végleges fejpályaudvarként. Utasforgalma 1870-re annyira megnőtt, hogy elkezdték bővíteni, végül 14 vágányos állomás lett. A brit vasút privatizációjakor a Great Western Trains tulajdonába került, Great Western Railway néven jelenleg is a legnagyobb állomásuk.
A Crossrail fejlesztési projekt ezt az állomást is érinti, a tervek szerint 2019-re adják át teljesen.

## Forgalom
| Járat                 | Útvonal | Gyakoriság                     |
| --------------------- | --- | ------------------------------ |
| TfL Rail              | Paddington – Ealing Broadway – West Ealing – Hanwell – Southall – Hayes & Harlington – Heathrow Central – Heathrow Terminal 4                                                                               | 30 percenként                  |
| Heathrow Express      | Paddington – Heathrow Central – Heathrow Terminal 5 | 15 percenként                  |
| Great Western Railway | Paddington – Acton Main Line – Ealing Broadway – West Ealing – Hanwell – Southall – Hayes & Harlington – West Drayton – Iver – Langley – Slough – Twyford – Reading (– tovább Nyugat-Anglia felé)           | 1-10 percenként                |
| Great Western Railway | Paddington – Reading (– tovább Nyugat-Anglia felé) | 5-15 percenként                |
| Great Western Railway | Paddington – Reading – Taunton – Exeter St Davids – Newton Abbot – Totnes – Plymouth – Liskeard – Bodmin Parkway – Lostwithiel – Par – St Austell – Truro – Redruth – Camborne – Hayle – St Erth – Penzance | Éjszakánként 1 (szombaton nem) |
| Chiltern Railways     | Paddington – High Wycombe | időszakos                      |

## Fordítás
- Ez a szócikk részben vagy egészben  a   Paddington railway station című angol Wikipédia-szócikk fordításán alapul.  Az eredeti cikk szerkesztőit annak laptörténete sorolja fel. Ez a jelzés csupán a megfogalmazás eredetét és a szerzői jogokat jelzi, nem szolgál a cikkben szereplő információk forrásmegjelöléseként.